# Dimítris Dimakópoulos
Dimítris Dimakópoulos (grec moderne : Δημήτρης Δημακόπουλος), né le 28 janvier 1966, à Thessalonique, en Grèce, est un ancien joueur grec de basket-ball. Il évolue durant sa carrière au poste d'ailier fort.